# Sineb El Masrar
Sineb El Masrar, née en 1981 à Hanovre, est une autrice, journaliste et féministe musulmane allemande et marocaine.
Elle est la fondatrice du magazine interculturel féminin Gazelle. Elle a publié plusieurs ouvrages traitant de la question du féminisme en islam.

## Biographie
Sineb El Masrar naît en 1981 à Hanovre et grandit dans cette ville. Son père est un serrurier automobile marocain originaire de Tanger, arrivé en Allemagne au milieu des années 1960. Elle effectue des études commerciales puis passe un diplôme d'éducatrice. Elle subit la discrimination dans ses recherches d'emploi, les écoles catholiques refusant d'embaucher une musulmane.

### Fondation deGazelle
En juin 2006 elle fonde Gazelle,,, un magazine féminin multiculturel, dont elle est rédactrice en chef. El Masrar est membre du groupe de travail « Médias et Intégration » de la conférence sur l'intégration de Maria Böhmer organisée par la Chancellerie fédérale. De mai 2010 à 2013, elle participe à la Deutschen Islamkonferenz (Conférence allemande sur l'Islam).   
En automne 2010 parait son livre Muslim Girls – Wer wir sind, wie wir leben. Avec un titre modifié, il est publié en version de poche en début d'année 2015.

### Publication deEmanzipation im Islam
Son livre paru au début de 2016 aux éditions Herder-Verlag intitulé Emanzipation im Islam fait les gros titres des journaux en raison de la plainte de l'association de tendance islamiste Millî Görüş. L'association obtient du tribunal d'instance de Munich le retrait d'un passage du livre.
Pour se défendre, El Masrar s'appuie sur un passage d'un article de Martin Lutz paru en 2010 dans le journal Die Welt à propos de l'interdiction de l'association Internationalen Humanitären Hilfsorganisation (IHH) par le ministre des affaires intérieures Thomas de Maizière. L'organisation aurait versé plus de 6,6 millions d'euros au Hamas. Dans ce contexte, le siège de l'association Milli Gõrüs à Kerpen est perquisitionné. Le journal Die Welt rapporte en se référant aux renseignements généraux que l'IHH aurait été dirigée par des cadres de Millî Görüş. Rien n'a par la suite été entrepris contre Millî Görüş. Le journal Die Tageszeitung effectue le même constat.
À l'automne 2018 parait son livre Muslim Men: Wer sie sind, was sie wollen, dans lequel elle traite des préjugés envers les hommes musulmans,.

### Théâtre
En décembre 2021, sa pièce Dunkle Mächte est créée au Westfälisches Landestheater Castrop Rauxel. Elle aborde les thèmes de l'antisémitisme et des croyances complotistes dans une société post-migratoire.

## Prises de position
Sineb El Masrar plaide pour une interprétation ouverte et critique de l'islam et pense que l'islam n'est pas incompatible avec l'émancipation des femmes. Elle indique que l'islam ne peut être confondu avec le salafisme, et s'appuie pour étayer son propos sur le fait qu'il existe des femmes imames, qu'au Danemark se trouve une mosquée pour les femmes, et qu'en France, à Marseille, un imam est ouvertement gay (Ludovic-Mohamed Zahed).

## Publications
- (de) Masrar, Sineb el., Muslim-Girls : wer wir sind, wie wir leben, Eichborn, 2010, 206 p. (ISBN 978-3-8218-6533-1 et 3-8218-6533-4, OCLC 672377918, lire en ligne)
- (de) El Masrar, Sineb., Muslim Girls : Wer sie sind, wie sie leben, Verlag Herder, 2015, 256 p. (ISBN 978-3-451-06779-2 et 3-451-06779-X, OCLC 898298255, lire en ligne)
- (de) Masrar, Sineb el., Emanzipation im Islam : Eine Abrechnung mit ihren Feinden, Herder, 2016 (ISBN 978-3-451-34276-9 et 3-451-34276-6, OCLC 947016163, lire en ligne)
- (de) Masrar, Sineb El,, Muslim Men : Wer sie sind, was sie wollen, 2018, 256 p. (ISBN 978-3-451-81459-4 et 3-451-81459-5, OCLC 1052766559, lire en ligne)